# Jason Hart
Pour les articles homonymes, voir Hart.
Jason Keema Hart, né le 29 avril 1978 à Los Angeles en Californie, est un joueur puis entraîneur américain de basket-ball ayant évolué en NBA au poste de meneur.